# Dun-le-Poëlier
Dun-le-Poëlier è un comune francese di 482 abitanti situato nel dipartimento dell'Indre nella regione del Centro-Valle della Loira.

## Società

### Evoluzione demografica
Abitanti censiti